# Skräcknatten i Fasenbo
Skräcknatten i Fasenbo är en bok skriven av Gunnel Linde, och utgiven 1985.

## Handling
Lunsan berättar för Petter och Anders att hon är mörkrädd. När Petter och Anders säger att de inte är det, utmanar hon dem med att ge dem var sitt uppdrag.
Båda får i uppdrag att övernatta i ett ödehus utanför den by de bor. Dock vet den ene inte om att även den andre befinner sig där, och först efter övernattningen får de reda på att de i själva verket skrämt varandra.

### Fotnoter
1. ↑  ”Skräcknatten i Fasenbo” (på engelska). Worldcat. 12 mars 1985. http://www.worldcat.org/title/skracknatten-i-fasenbo/oclc/185959444&referer=brief_results. Läst 17 januari 2015.